# Yukie Hiroto
Yukie Hiroto (sinh ngày 9 tháng 6 năm 1996) là một cầu thủ bóng đá người Nhật Bản.

## Sự nghiệp câu lạc bộ
Yukie Hiroto hiện đang chơi cho Fukushima United FC.